# Orkesumet
Orkesumet è una circoscrizione urbana (urban ward) della Tanzania situata nel distretto di Simanjiro, regione del Manyara. Conta una popolazione di 5 325 abitanti (censimento 2012).